# Giovanni Chinzer
Giovanni Chinzer (* 18. September 1698 in Florenz; † nach 1749) war ein italienischer Trompeter, Kapellmeister, Komponist und Impresario.

## Leben
Mehrere Mitglieder der Familie Chinzer waren zu Beginn des 18. Jahrhunderts in der Toskana als Trompeter erwähnt. Dein Beinamen corrazza (Kürassier), den man bei einigen Familienmitgliedern als Namenszusatz findet, könnte eine Mitgliedschaft in der Schweizergarde des Großherzogs der Toskana möglich erscheinen lassen.
1719 wurde Giovanni Chinzer Mitglied der Musikerkongregation in Florenz. 1727 wurde mit La serva favorita seine erste Oper aufgeführt. In der Folgezeit leitete er zahlreiche Opernaufführungen an toskanischen Theatern, seine Eigenen, aber auch Opern von anderen Komponisten. So die Opern L’Issipile von Giovanni Porta in Pistoia und Lucca oder Artaserse von Leonardo Vinci in Pistoia. In dieser Zeit wurde er mehrmals bei diversen Aufführungen als Trompeter erwähnt. Im Libretto seiner Oper Chi non sa fingere sa godere (1738) wird er als „maestro di cappella fiorentino, professore di tromba da Sua Maestà Cesarea e da tutto il Sacro Romano“ bezeichnet. Danach finden sich in weiteren Libretti Bezeichnungen wie „maestro di cappella della Real Brigata de’Carabinieri di Sua Maestà Cattolica“.
Bei der von Antonio Vivaldi geleiteten Hundertjahrfeier der Stadsschouwburg Amsterdam, gelangten mehrere Instrumentalwerke Chinzers zur Aufführung. Um die Mitte des Jahrhunderts hat sich Chinzer in Paris aufgehalten, er erhielt dort am 11. März 1749 ein königliches Privileg für den Druck von Instrumentalwerken, die im Verlag der Mme. Boivin gestochen wurden. Die bei Ernst Ludwig Gerber geäußerte Annahme, Chinzer hätte sich in London aufgehalten haben, gilt als unwahrscheinlich. Giovanni Chinzer wird aber oft mit dem in London wirkenden Giuseppe Chinzer verwechselt, der möglicherweise ein Bruder war.
Chinzers Bühnenwerke gehören dem Stil der florentinischen commedia per musica an, die aber nach und nach von der Popularität neapolitanischer Opern verdrängt wurde. Zu seinen bedeutenden Instrumentalwerken, zählen die Concerti a 5 op. 8, die sich an das Vorbild der Werke von Tommaso Albinoni halten.

## Werke (Auswahl)

### Instrumental
Die Erstducke erschienen alle in Paris.
- Sei sonate da camera, 2 Violinen & bc (um 1750)
- Sei sonate, 2 Violinen, 2 Hörner oder Trompeten ad lib & bc (um 1750)
- Sei sonate da camera, Violinen & bc (um 1750)
- (6) Allettamenti armonici, 2 Flöten oder Violinen (um 1750)
- Sei sonate, 2 Flöten oder Violinen & bc (um 1750)
- (6) Simphonie, 2 Violinen, Viola & bc (um 1751)
- Sei trios, 2 Flöten & bc (um 1751)
- (3) Concerti, für Flöte, 2 Violinen, Viola & bc (um 1751)
- Sinfonie a 4, 2 Violinen, Viola (2 Hörner ad lib) & bc (Paris, um 1753), (verschollen)
- Sei trio, 2 Violinen & Bass (Paris, o.d.)
- (3) Concerti a 6, 2 Flöten, obligate Violinen op. 10 (um 1754)
- Sei trios, 2 Violinen & bc op. 11 (um 1755)
- Sei Divertimenti per due violini senza basso op. 12
- Six Sonatas or Trios, (London, um 1750)(Nachdruck)
- Six Sonatas for two violins (London, um 1763), (Nachdruck)
- Concerto Pastorale a 4 (Manuskript)

### Vokalmusik
- Abelle uccioso da Caino (Oratorium, Florenz, 1731)
- La misteriosa rissurrezione del figlio della Sunamite (Oratorium, Florenz, 1739)
- Messe für vier Stimmen und Orchester (verschollen)
- Dixit Dominus (verschollen)

### Opern
- La serva favorita (G. C. Villifranchi), Oper (1727 Florenz)
- Amor vince l’odio ovvero Timocrate (A. Salvi), Oper 3 Akte (1731 Florenz), laut Libretto nur 1. Akt von Chinzer, 2. und 3. Akt von Lorenzo Bracci
- La commedia in commedia (vermutlich F. Vanneschi), Oper (1731, Florenz)
- La vanità delusa Oper (1731, Florenz)
- Pimpinone, scherzo drammatico (revidiert F. Vanneschi) (1735, Florenz)
- Il Temistocle (Pietro Metastasio), Oper (1737, Pisa)
- Chi non sa fingere sa godere Oper (1738, Florenz)
- La contadina nobile, intermezzo (1741, Pisa)
- Atalo, Oper (1742, Venedig); als La verità nell’inganno, (1747 in München)
- Demofoonte (Pietro Metastasio) (1743, Rimini)